# Ionenstrahlgestützte Deposition
Die ionenstrahlgestützte Deposition, auch ionenstrahlgestützte Abscheidung, ionenstrahlgestützte Beschichtung oder ionenstrahlgestützte Beschichtungstechnik genannt, (englisch ion beam assisted deposition, IBAD) ist ein Beschichtungsverfahren aus der Gruppe der physikalischen Gasphasenabscheidung. Es wird vorrangig für die Herstellung dünner Schichten eingesetzt. Dies geschieht durch das Abscheiden bei gleichzeitiger Synthese von Metallatomen und Gasen auf Substraten.
Dabei werden Metalle über unterschiedliche Methoden verdampft, Gasmoleküle durch Ionenquellen dissoziiert, ionisiert und gleichzeitig einer meist beheizten Substratoberfläche angeboten. Im Gegensatz zu den meisten anderen Abscheidungsmethoden laufen bei der Ionendeposition mit energetischen Ionen von 10 eV bis hin zu 1000 eV die wesentlichen Wachstums- und Phasenbildungsprozesse wenige nm unterhalb der Oberfläche der wachsenden Schicht ab. Auf diese Weise erlaubt das Verfahren das Gefüge, chemische Eigenschaften sowie Texturierung dünner Filme oder auch Beschichtungen schon während des Herstellungsprozesses gezielt zu beeinflussen.

## Funktionsweise
Analog zur Molekularstrahlepitaxie wird meistens ein oder mehrere Metalle verdampft und zusätzlich reaktive Gase durch verschiedene Ionenquellen in Atome dissoziiert oder ionisiert bzw. aktiviert. IBAD-Anlagen bestehen zum einen aus einer Beschichtungsstation beispielsweise Effusionszellen, Ionenstrahlsputtern, Magnetronsputtern, Laserablation oder Elektronenstrahlverdampfer, welche für die eigentliche Materialdeposition der Schicht verantwortlich ist. Zusätzlich wird durch unterschiedliche Ionenquellen wie beispielsweise Kaufman-Ionenquellen und Duoplasmatron oder auch Atomstrahlquellen ein Ionen- oder Neutralteilchenstrahl unter geeignetem Winkel auf den aufwachsenden Film gerichtet. Die so erhaltenen Ionen sind auf hyperthermische Energien beschleunigt und haben einen zusätzlichen auf das Substrat gerichteten Impuls. Als Folge der Wechselwirkung einzelner Ionen mit dem Festkörper treten Ordnungsphänomene und Strukturbildungsprozesse auf, die zur Entstehung bestimmter metastabiler Phasen, zur Bildung amorpher oder kristalliner Atomagglomerate und teilweise auch zur Bildung texturierter Schichten führen können. Dies erlaubt die Manipulation der Eigenschaften von Schichten und Beschichtungen, insbesondere im Hinblick auf intrinsische Verspannung, Adhäsion, oberflächenmechanische Eigenschaften, Korrosions- und Oxidationsresistenz sowie optische und elektrische Eigenschaften.
IBAD bietet beispielsweise die Möglichkeit bei einigen Materialien die Kristallitorientierung mit dem Ionenstrahl zu manipulieren, also gezielten Einfluss auf die biaxiale Texturierung der Schicht zu nehmen. Eine Variation des Flussratenverhältnisses zwischen den schichtbildenden Metallatomen und den aus der Ionenquelle extrahierten Ionen, erlaubt es die Schichtzusammensetzung und das chemische Phasenverhältnis kontrolliert einzustellen. Analog zur Molekularstrahlepitaxie kann durch den hohen Energieeintrag der Ionen (10–1000 eV) die Substrattemperatur im Vergleich zur „normalen“ chemische Gasphasenabscheidung stark abgesenkt werden. Dadurch können eine Vielzahl unterschiedlicher Substratmaterialien (z. B. auch temperaturempfindliche Polymere oder Legierungen) mittels IBAD beschichtet werden.
Ein Nachteil dieser Methode ist allerdings gerade diese hohe Ionenenergie, die Strahlungsschäden in den Schichten verursacht, die wiederum zu einer Störung der Kristallinität führen und zum Beispiel durch geeignetes nachgeschaltetes Tempern ausgeheilt werden müssen.